# جائزة برام ستوكر

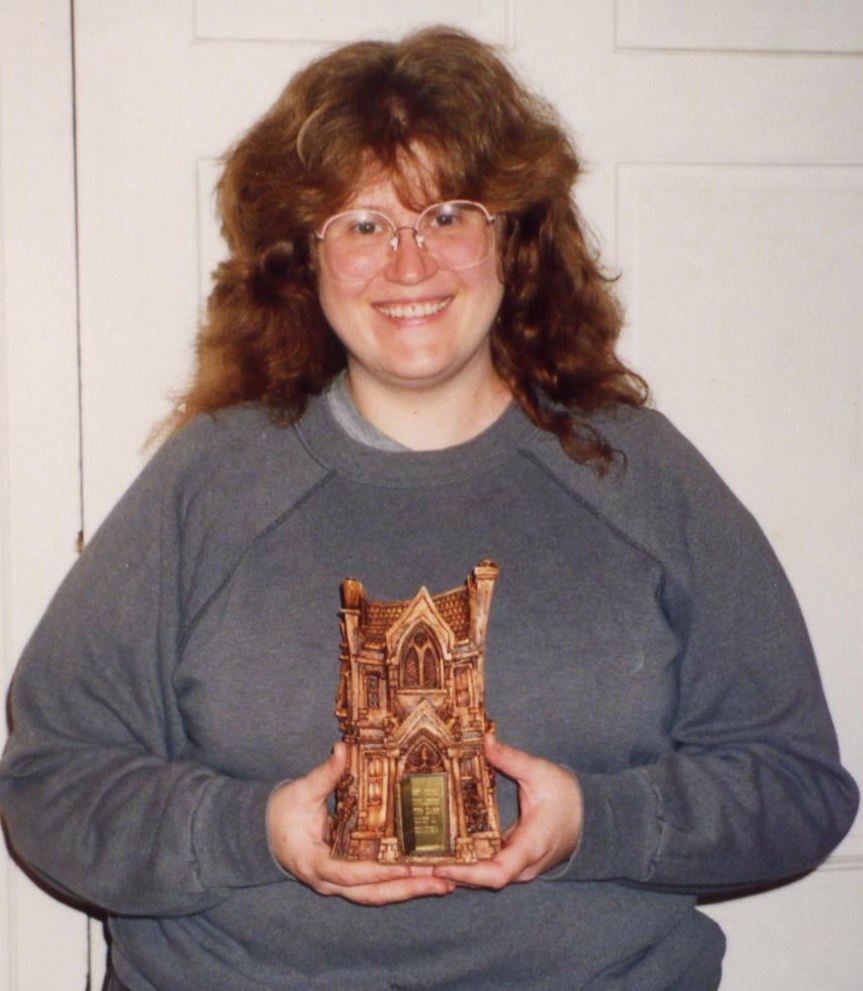

جائزة برام ستوكر (بالإنجليزية: Bram Stoker Award)‏ هي جائزة تقدمها سنويًا رابطة كتاب الرعب للإنجاز الكبيروالتفوق الملحوظ في كتابات الفنتازيا المُظلمة والرعب.